# Barkhamsted
Barkhamsted – miasto w Stanach Zjednoczonych, w stanie Connecticut, w hrabstwie Litchfield.